# Transports en Tarn-et-Garonne
Les transports dans le département français de Tarn-et-Garonne sont marqués par la proximité de l'agglomération toulousaine. Deux axes desservant la Ville Rose s'y rejoignent : l'axe Paris-Toulouse (autoroute A20, ligne POLT) et l'axe Bordeaux-Toulouse-Méditerranée (autoroute A62, ligne de Bordeaux-Saint-Jean à Sète-Ville, canal latéral à la Garonne). Montauban, préfecture de Tarn-et-Garonne, est située à la jonction de ces deux axes.

## Transport routier

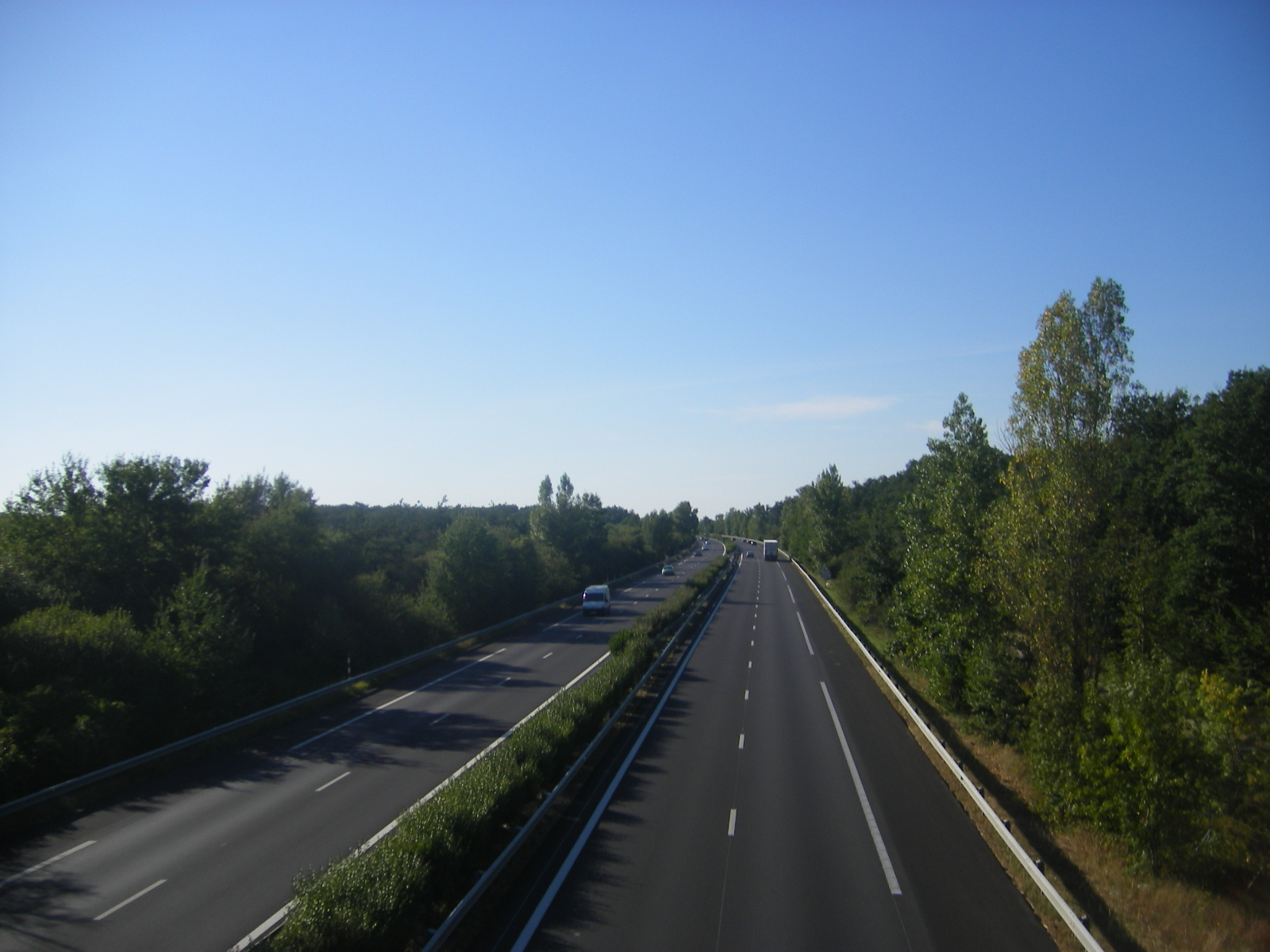
L'autoroute A62 au niveau de Montech.

### Infrastructures routières
Les deux principaux axes routiers du département sont l'autoroute A62 ou autoroute des Deux Mers, qui le relie à Agen et Bordeaux au nord-ouest et à Toulouse et à la Méditerranée au sud-est, et l'autoroute A20, qui le relie à Cahors, Limoges et Vierzon, vers l'Île-de-France. Un tronçon de l'A20 fait office de rocade de Montauban, alors que l'A62 ne s'approche qu'à une douzaine de kilomètres de la préfecture de Tarn-et-Garonne.
À partir de son carrefour avec l'A20, l'autoroute A62 est l'un des principaux accès à l'agglomération toulousaine : elle est aménagée à 2x3 voies et supporte un trafic de 53 000 véhicules/jour à  la sortie du département.

### Transport collectif de voyageurs
Le Lot est desservi par le réseau régional de transport routier liO, qui exploite 8 lignes régulières dans le département.

## Transport ferroviaire

### Historique
La ligne de Bordeaux à Sète est la première ouverte dans le département, en 1856. L'ouverture de la ligne Paris-Toulouse ou « POLT » est beaucoup plus tardive : c'est seulement à partir de 1893 que les trains peuvent entièrement emprunter l'itinéraire actuel par Montauban.
Le département est à la frontière des réseaux de la Compagnie du chemin de fer de Paris à Orléans (PO) et de la Compagnie des chemins de fer du Midi et du Canal latéral à la Garonne (Midi), dont les réseaux se développent autour du nœud de Montauban à la fin du XIXe siècle. À la veille de la Première Guerre mondiale, le chemin de fer d’intérêt général atteignait notamment Beaumont-de-Lomagne, Castelsarrasin, Caussade, Labastide-Saint-Pierre, Moissac, Montauban, Nègrepelisse, Saint-Antonin-Noble-Val et Valence-d'Agen.
Ce réseau d'intérêt général restait toutefois insuffisant pour desservir certains territoires du département. Le Tarn-et-Garonne s'est donc équipé à partir de 1913 d'un réseau de chemins de fer d’intérêt local, sous le nom de Tramways de Tarn-et-Garonne. Six lignes reliaient Montauban à Molières, Verdun-sur-Garonne et Monclar-de-Quercy, ainsi que Castelsarrasin à Lavit-de-Lomagne, Caussade à Caylus et Valence-d'Agen à Montaigu-de-Quercy. Ce réseau a totalement disparu dès 1933.
La ligne « POLT » est l'une des premières grandes radiales électrifiées en France, dès 1943 dans le département. Depuis 1990, les TGV Paris-Toulouse, qui passent par Bordeaux, desservent la gare de Montauban-Ville-Bourbon.
|                                             |
| Le réseau ferroviaire à son apogée en 1930. |

|                                     |
| Le réseau ferroviaire de nos jours. |

|                                                    |
| Carte animée de l’évolution du réseau ferroviaire. |

### Situation actuelle

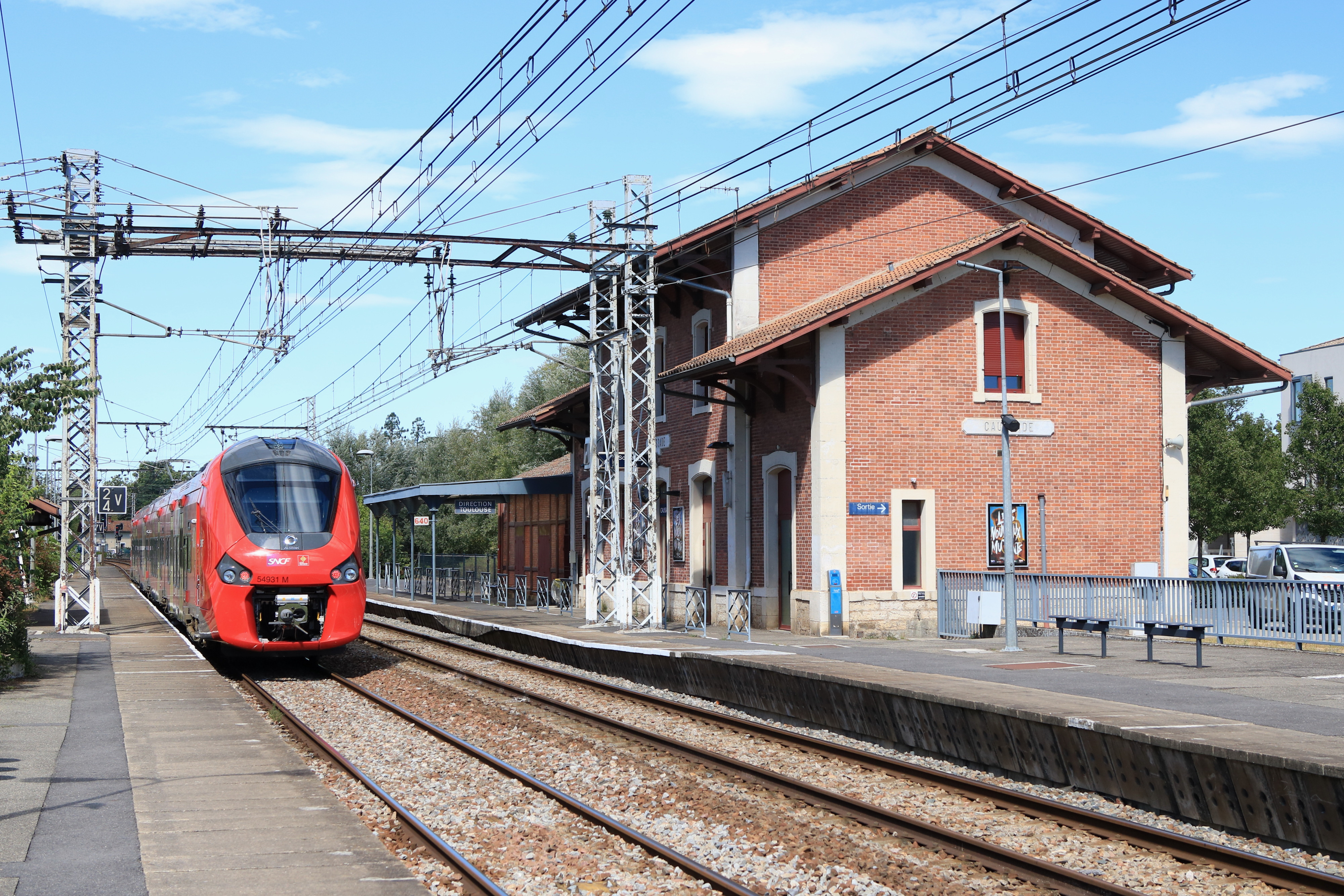
Une rame Régiolis du service TER Occitanie quitte la gare de Caussade en direction de Cahors, en 2020.

La principale gare de voyageurs est la gare de Montauban-Ville-Bourbon, avec une fréquentation annuelle de 1 048 000 voyageurs en 2019. Aucune autre gare de Tarn-et-Garonne n'a une fréquentation annuelle supérieure à 100 000 voyageurs en 2019.
Les deux principales lignes ferroviaires du département sont la ligne de Bordeaux-Saint-Jean à Sète-Ville (qui passe notamment par Toulouse) et la ligne des Aubrais - Orléans à Montauban-Ville-Bourbon (ou « POLT » pour Paris-Orléans-Limoges-Toulouse). À double voie électrifiée, ces deux lignes se rejoignent à Montauban. Le tronçon Montauban - Toulouse accueille ainsi un important trafic, constitué à la fois de TGV inOui et Ouigo reliant Paris à Toulouse, d'Intercités reliant Paris à Toulouse ou Bordeaux à Marseille, de TER Occitanie reliant Toulouse à Cahors ou Agen et de trains de fret.
Le projet de LGV Bordeaux - Toulouse, partie du Grand projet ferroviaire du Sud-Ouest, pourrait, selon ses promoteurs, permettre de réduire la saturation de l'infrastructure en faisant circuler les trains à grande vitesse sur une infrastructure neuve.

## Transport fluvial

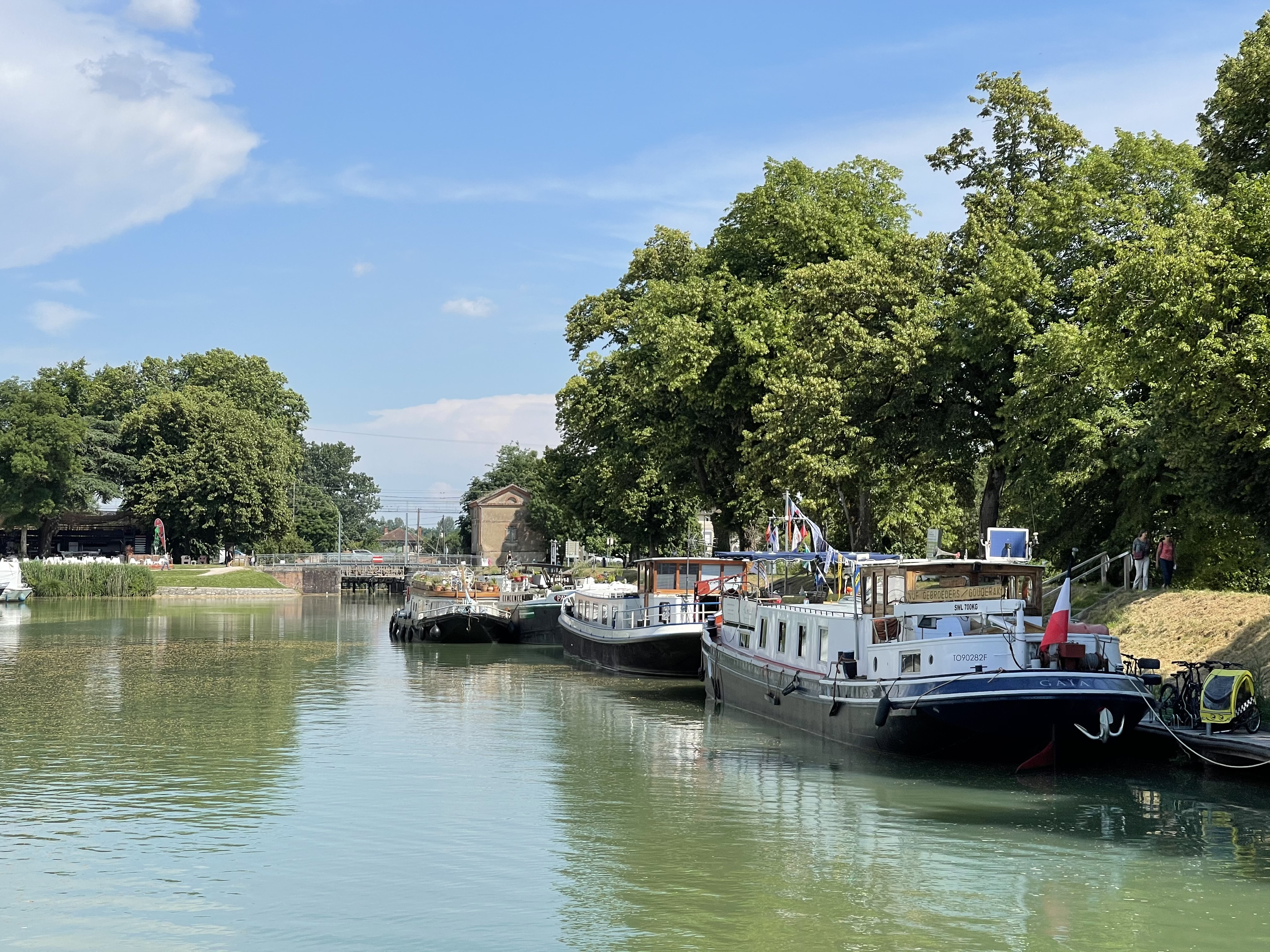
Le Port-Canal de Montauban, sur le canal de Montech.

Le Tarn-et-Garonne est parcouru par le canal latéral à la Garonne, et par le canal de Montech, embranchement du premier qui mène au petit Port-Canal de Montauban et au Tarn. De faible gabarit — classe I CEMT ou gabarit Freycinet pour le premier, classe 0 CEMT pour le second — ces voies d'eau sont aujourd'hui essentiellement fréquentés par des embarcations légères pratiquant le tourisme fluvial.

## Transport aérien
Le département ne possède aucun aéroport, mais l'aéroport de Toulouse-Blagnac est assez proche.
L'aérodrome de Montauban et l'aérodrome de Castelsarrasin - Moissac sont principalement utilisés par l'aviation légère de tourisme et de loisirs.

## Transports en commun urbains et périurbains
Le Grand Montauban est la seule autorité organisatrice de la mobilité du département. Elle organise des services de transport dans son ressort territorial. Le réseau TM (« Transports montalbanais ») compte 9 lignes régulières d'autobus urbain, une vingtaine de lignes périurbaines, des navettes et du transport à la demande.

## Modes actifs
Le département est traversé par plusieurs voies vertes, véloroutes et sentiers de grande randonnée.
Le premier véloroute balisé du département est celui de la Vallée et gorges de l'Aveyron, débutant au Ramierou à Montauban, jusqu'à Laguépie.
Le long du canal des Deux mers, une voie verte est présente, comme le long du Canal de Montech.
Sur les emprises ferroviaires de la ligne de Montauban à La Crémade, une voie verte a été aménagée. 